# すイエんサー
『すイエんサー』は、2009年3月31日から2023年3月19日まで放送されたNHK Eテレの教養バラエティ番組である。

## 概要
「すイエんサーガールズ」（後述）が専門家や研究者などの協力で科学的に疑問を解決する様子を撮影したVTRを見ながら番組が進行する。番組名は、英語で「科学」を意味する、サイエンス（Science）のアナグラムとなっているが、タイトルの正式な由来は明かされておらず、1年目は大島麻衣が毎回でたらめなことを言うのが恒例になっていた。2008年11月8日に45分のパイロット版を放送し、2009年3月31日からレギュラー放送となった。なお、2016年12月13日放送「早い！安い！超かわいい！極上マカロンをおうちで」回より、すイエんサーガールズの男性版として「すイエんサーボーイズ」も登場。
司会・ゲストの構成は2009年度は司会者3人のみでゲストなし（NHK総合SPはゲストあり）。2010年度から2017年度までは司会者3人とゲスト1組。2018年度はゲストが廃止され、通常放送では司会者2人が顔写真と声ですイエんサーガールズのロケにツッコミを入れる演出、公開収録では司会者2人がすイエんサーガールズとともに進行、増刊号では司会者2人がスタジオの片隅でベンチに座って進行する。その後、通常放送もスタジオの片隅での収録になった。
司会がユージらの時代の途中までは、司会パートは基本的にスタジオを使わず、NHK放送センター内の適当な場所に4人がけのベンチを置いて収録していた。本日のお題やエンディングのお便り募集などはスケッチブックで提示される、司会パートには専門家からのヒントや補足事項などが巻物で届けられるなどの定番ネタがある。
VTR（本日のお題）では毎回すイエんサーガールズのメンバーの中からランダムに4人（回によって前後あり。また、2012年度途中までは3人だった）が出演。一見全く関係のないさまざまな体験をさせられるが、一連の作業の中には解決のヒントとなる動作や事象が隠されており、『謎の人物』（名前を伏せた専門家）たちのサポートを得ながらそれらを探していく。
その他、不定期に以下のようなコーナーが挿入される。
- 明日のすイエんサー - 未来に輝く科学者の卵（大学院生）の研究とプライベートを紹介するコーナー。
- みんなのすイエんサー - すイエんサーを愛してやまない視聴者を紹介する。さらに、視聴者やその関係者に疑問の解決に挑んでもらう企画もできた。
- おとなのすイエんサー - 科学館などで人と科学の架け橋となる人物を紹介する。
- すイエんサーへの道 - 永井とすイエんサーガールズの1人が出演。街頭で一般人にやり方を試してもらって、その結果次第で本編のテーマとして取り上げる。

2010年10月、大阪大学の指定参考番組に推奨された。
2011年4月30日、「サイエンスカフェにいがた」で『「すイエんサー」の作り方』開催。2011年11月15日にはニコニコ生放送とのコラボレーション企画も放送されている。
ATP賞テレビグランプリ2011において、2011年の情報バラエティ部門の優秀賞を受賞した。

### マリー&ガリー
レギュラー放送への移行時に開始した、科学に関する5分間のアニメコーナー。メインパートとアニメパートは当日のテーマも含めて内容の関連性はない。2009年度は番組の途中でマリー&ガリーが放送され、出演者が内容紹介をしていたが、2010年度からはメインパート終了時に一旦エンドロールが表示され、次回予告が放送されてからマリー&ガリーが放送されるなど、実質的に別番組の形となっている。しかし、新聞などの番組表上では2010年度以降も一連の番組として扱われている。NHKオンデマンドでは配信されず、メインパート終了時の「このあとはアニメ『マリー&ガリー』」という文字にぼかしがかけられている。2011年度以降は2010年度までに放送された内容の再放送を行っている。2013年度は正式に本編と別番組の扱いとなり、番組最後に入っていた「すイエんサー」という文字がなくなった。放送は火曜19時50分 - 19時55分（すイエんサー本放送直後）のみとなり、土曜9時55分 - 10時（すイエんサー再放送直後）は『リトル・チャロ4』が放送された。2014年3月で放送終了したが、2015年4月から2017年3月まで水曜17時35分 - 17時40分で放送が復活した。

## 番組の終了
2023年2月8日、NHKは「すイエんサー」が2023年3月をもって14年間続いた放送を終了することを告知した。なお、最終回は第95回記念選抜高等学校野球大会中継のため、通常と異なる3月27日 9時 - 9時25分（月曜日午前中）の放送となることが明らかになった。
3月27日の放送をもって放送終了し、14年の幕を降ろした。後番組は『ヴィランの言い分』。

## 放送時間
| 年度     | 本放送            | 再放送            | 備考     |
| -------- | ----------------- | ----------------- | -------- |
| 2009年度 | 火曜19:25 - 19:55 | 土曜10:00 - 10:30 | [ 注 2 ] |
| 2010年度 | 火曜18:55 - 19:25 | 土曜10:00 - 10:30 |          |
| 2011年度 | 火曜18:55 - 19:25 | 土曜10:00 - 10:30 |          |
| 2012年度 | 火曜19:25 - 19:55 | 土曜09:30 - 10:00 |          |
| 2013年度 | 火曜19:25 - 19:50 | 土曜09:30 - 09:55 |          |
| 2014年度 | 火曜19:25 - 19:50 | 土曜09:30 - 09:55 |          |
| 2015年度 | 火曜19:25 - 19:50 | 土曜09:30 - 09:55 |          |
| 2016年度 | 火曜19:25 - 19:50 | 土曜10:00 - 10:25 |          |
| 2017年度 | 火曜19:25 - 19:50 | 土曜10:00 - 10:25 |          |
| 2018年度 | 火曜19:25 - 19:50 | 土曜10:00 - 10:25 |          |
| 2019年度 | 火曜19:25 - 19:50 | 土曜10:00 - 10:25 |          |
| 2020年度 | 火曜19:25 - 19:50 | 土曜10:00 - 10:25 |          |
| 2021年度 | 火曜19:25 - 19:50 | 土曜09:55 - 10:20 |          |
| 2022年度 | 日曜17:25 - 17:50 | 土曜10:45 - 11:10 |          |

上記以外の放送時間
- 2010年度
  - NHK総合：木曜16時5分 - 16時35分（大相撲や国会中継時は休止。また関西地区は本枠での再放送なし）
  - NHK BS2：水曜17時 - 17時30分（不定期、前週火曜日の再放送）
- 2012年度
  - NHKワールド・プレミアム：月曜18時25分 - 18時50分（アニメ「マリー&ガリー」は放送なし）

単発放送
- パイロット版（NHK教育）
  - 2008年11月8日 10時30分 - 11時15分
- スペシャル版（NHK総合）
  - 2009年6月7日 17時 - 17時40分
  - 2009年8月20日 19時30分 - 20時45分
  - 2009年12月26日 18時10分 - 18時42分
  - 2010年8月22日 0時20分 - 0時50分（東北は放送されず。九州・沖縄は8月27日放送）
- ミッドナイトチャンネル（NHK総合）
  - 2009年10月25日 1時40分 - 3時40分（同年6月16日、23日、9日、8月25日放送分）- 関西地区は8月25日分のみ放送
  - 2009年12月24日 1時25分 - 3時25分（同年3月31日、5月12日、4月28日、7日放送分） - 北海道地区は4月28日、7日放送分のみ放送
  - 2010年8月22日 0時50分 - 1時45分（同年7月27日、8月3日放送分）- 九州・沖縄、東北、東海、徳島県は放送されず
  - 2010年10月28日 2時35分 - 3時35分（パスタ2回分）
  - 2010年12月9日 2時10分 - 3時10分（タマネギ2回分）
  - 2011年1月13日 2時35分 - 3時35分（2010年11月16日、12月7日放送分）
  - 2011年2月28日 2時10分 - 3時10分（同年1月4日、11日放送分） - 関西地区は放送されず
  - 2011年5月9日 1時45分 - 2時50分（同年4月5日、12日放送分） - 関西地区は4月5日の「マリー&ガリー」部分と4月12日放送分のみ放送
  - 2012年8月21日 2時55分 - 3時45分（同年6月12日、19日放送分） - マリー&ガリーは含まれず
- よるともっと（NHK総合、関西ローカル）
  - 2011年5月28日 1時25分 - 3時5分（同年3月8日、1月11日、4月27日、5月4日放送分） - マリー&ガリーは含まれず、滋賀県は放送されず
  - 2011年9月10日 1時15分 - 2時29分[注 3]（同年5月24日、6月21日、4月12日放送分） - マリー&ガリーは含まれず
  - 2011年9月17日 1時15分 - 2時5分（同年5月3日、31日放送分） - マリー&ガリーは含まれず
  - 2011年9月24日 1時40分 - 2時55分[注 3]（同年4月5日放送分、紙ヒコーキ2回分） - マリー&ガリーは含まれず
  - 2012年3月3日 1時15分 - 2時35分（2012年正月スペシャル、1月24日放送分） - マリー&ガリーは含まれず
  - 2012年3月17日 1時55分 - 3時11分（同年1月10日、2月21日、28日放送分） - マリー&ガリーは含まれず
- マリー&ガリースペシャル（全編マリー&ガリー）
  - 2010年1月1日 17時50分 - 18時20分
  - 2010年1月11日 9時30分 - 10時（再放送）
  - 2011年1月1日 17時45分 - 18時15分（声優の顔出し出演もあり）
  - 2011年1月6日 1時50分 - 2時20分（再放送）
- スペシャル版再放送
  - 2010年1月1日 18時20分 - 18時52分（NHK教育）
  - 2010年1月7日 16時5分 - 16時37分（NHK総合）
  - 2011年1月6日 1時10分 - 1時50分（5日深夜）（NHK教育）
  - 2011年8月14日 0時20分 - 1時5分（13日深夜）（NHK教育）
  - 2011年8月17日 17時5分 - 17時50分（NHK総合）
  - 2012年2月14日 2時30分 - 3時25分（13日深夜）（NHK総合）
  - 2012年10月14日 17時 - 18時（NHK総合）
  - 2013年8月31日 15時 - 16時（NHK教育） - 一部地域は放送されず
- マリー&ガリー選（マリー&ガリーのみを4本再放送）
  - 2010年5月3日 10時40分 - 11時
- 科学で遊ぼう！マリー&ガリー（声優らが出演する公開放送で科学実験を行う）
  - 科学で遊ぼう！マリー&ガリーVer.2.0
    - 2010年11月30日 18時55分 - 19時25分
    - 2010年12月4日 10時 - 10時30分（再放送）
    - 2010年12月8日 17時 - 17時30分（BS2）

  - 科学で遊ぼう！マリー&ガリー2011
    - 2011年11月29日 18時55分 - 19時25分
    - 2011年12月3日 10時 - 10時30分（再放送）
- すイエんサー選
  - 2010年7月24日 16時 - 16時50分（同年4月27日、5月4日放送分）- マリー&ガリーは含まれず、鹿児島県は放送されず
  - 2010年8月22日 15時 - 15時55分（同年4月13日、8月19日放送分） - マリー&ガリーは1本のみ、東海、徳島県、沖縄県は放送されず
  - 2011年7月31日 23時 - 23時30分（同年4月12日放送分）
  - 2012年7月29日 15時 - 16時40分（同年2月21日、28日、6月12日、19日放送分） - マリー&ガリーは含まれず、一部地域は2本または4本すべてが放送されず
  - 2015年12月13日 16時 - 16時25分（同年9月29日放送分）
  - 2016年6月18日 15時55分 - 16時20分（2015年12月8日放送分）
  - 2016年9月4日 1時35分 - 2時（2015年12月8日放送分）
  - 2019年5月19日 16時20分 - 16時45分（2018年8月28日放送分）
  - 2019年7月28日 1時 - 1時25分（同年3月12日放送分）
- 歌うコンシェルジュ（NHK総合）
  - 2010年7月27日 10時5分 - 11時 - 番組内で同年6月8日分を放送
  - 2010年12月7日 10時5分 - 11時 - 番組内で同年8月31日分を放送
  - 2011年3月8日 10時5分 - 11時 - 番組内で同年1月11日分を放送
  - 2011年12月15日 10時5分 - 10時55分 - 番組内で同年10月11日と11月15日分の一部を放送
- Eテレセレクション お願い!編集長
  - 2013年4月21日 0時 - 1時40分 （2011年11月15日、2012年11月20日、2013年3月26日、2012年10月9日放送分） - マリー&ガリーは含まれず

## 出演者
| 期間                            | MC                            | MC                            | MC         | 語り     | 語り       |
| ------------------------------- | ----------------------------- | ----------------------------- | ---------- | -------- | ---------- |
| 2008年11月08日 - 2009年03月28日 | 品川庄司 （品川祐、庄司智春） | 品川庄司 （品川祐、庄司智春） | 大島麻衣   | 伊吹吾郎 | 鎌倉千秋   |
| 2009年03月31日 - 2010年03月23日 | 品川庄司 （品川祐、庄司智春） | 品川庄司 （品川祐、庄司智春） | 大島麻衣   | 伊吹吾郎 | 江崎史恵   |
| 2010年03月30日 - 2011年03月29日 | 品川庄司 （品川祐、庄司智春） | 品川庄司 （品川祐、庄司智春） | 大島麻衣   | 伊吹吾郎 | 神田愛花   |
| 2011年04月05日 - 2011年09月27日 | 品川庄司 （品川祐、庄司智春） | 品川庄司 （品川祐、庄司智春） | 大島麻衣   | 伊吹吾郎 | 橋本奈穂子 |
| 2011年10月04日 - 2012年03月27日 | 渡辺徹                        | 岡田圭右                      | 小島瑠璃子 | 伊吹吾郎 | 橋本奈穂子 |
| 2012年04月03日 - 2015年03月24日 | 渡辺徹                        | 岡田圭右                      | 小島瑠璃子 | 伊吹吾郎 | 高橋さとみ |
| 2015年03月31日 - 2016年03月29日 | ユージ                        | 春香クリスティーン            | 白本彩奈   | 伊吹吾郎 | 高橋さとみ |
| 2016年04月05日 - 2017年03月28日 | ユージ                        | 春香クリスティーン            | 白本彩奈   | 伊吹吾郎 | 牛田茉友   |
| 2017年04月04日 - 2018年03月27日 | ユージ                        | 春香クリスティーン            | 白本彩奈   | 伊吹吾郎 | TrySail    |
| 2018年04月03日 - 2023年03月27日 | いとうあさこ                  | 横山だいすけ                  | -          | 伊吹吾郎 | TrySail    |

### MC・ナレーション
- MC（4代目）
  - いとうあさこ - 字幕の色は黄色。
  - 横山だいすけ（おかあさんといっしょの第11代目うたのおにいさん） - 字幕の色は水色。

- ナレーション・ナビゲーター
  - 伊吹吾郎 - 字幕の色は緑色。
  - TrySail
    - 麻倉もも（うさサー）
    - 雨宮天（ぺイエん）
    - 夏川椎菜（すトラ）

ナレーションは3人のうち1人が回替わりで担当。2017年度の増刊号とリターンズは3人で出演。2018年度以降はそれぞれにキャラクターが与えられ、増刊号とリターンズの進行も担当。

### すイエんサーガールズ
2010年3月23日放送分の「春の大感謝祭！スペシャル」をもってAKB48がこの番組を卒業（後述）。同月30日放送分からは新たに「すイエんサーガールズ」（略して「すイガール」とも呼ばれる）と称する番組内限定グループがリポーターを担当しており、ティーンズモデル（モデルは『ピチレモン』（学研パブリッシング）の現役専属モデル、元専属モデルである）のみで構成されていた。2015年3月31日放送分からは、ティーンズモデル以外のメンバーが加わった。番組終了時点のメンバーは以下の通り。
放送上で各メンバーは愛称で呼ばれるが、ピチレモン現役専属モデル・元専属モデルの場合、同誌で使われていた愛称をそのまま用いている。例外として、荒川は同誌で使われている「ちぃ」の発音が藤井の「ちー」と同じであったため、初出演時より「ちか」を使用している。また、小林はピチレモン卒業後に芸名の表記を変更し、愛称の表記も合わせて変更されている。
2015年度以降に加入したピチレモン出身者以外のメンバーの場合、下の名前をそのままひらがなにしたものが用いられている。ただし、他のメンバーと発音が同じ場合や似ている場合は別のものが使用される（山根は「ちか」を荒川が使用しているため「ちかやん」、西川は「まゆ」の発音が横田の「まゆう」と類似しているため「まゆたん」）。

#### 番組終了時点のメンバー
| 名前       | 愛称       | 初出演   | 生年月日       | 年齢 | 脚注     |
| ---------- | ---------- | -------- | -------------- | ---- | -------- |
| 佐久間乃愛 | のあ       | 2015年度 | 2000年12月28日 | 24歳 |          |
| 其原有沙   | ありさ     | 2016年度 | 2001年08月24日 | 23歳 |          |
| 多田成美   | なるみ     | 2017年度 | 2003年06月24日 | 22歳 |          |
| 青島妃菜   | ひな       | 2018年度 | 2001年12月26日 | 23歳 |          |
| 豊田ルナ   | るな       | 2018年度 | 2002年07月17日 | 23歳 | [ 注 4 ] |
| 小熊莉々葉 | りりは     | 2019年度 | 2005年06月17日 | 20歳 |          |
| 奥森皐月   | さつき     | 2020年度 | 2004年05月09日 | 21歳 |          |
| 一ノ瀬陽鞠 | ひまり     | 2020年度 | 2004年12月15日 | 20歳 |          |
| 吉田恵芽   | えめ       | 2020年度 | 2005年06月04日 | 20歳 |          |
| 関谷瑠紀   | るき       | 2020年度 | 2006年08月08日 | 19歳 |          |
| 宮本和奏   | わかな     | 2021年度 | 2006年05月30日 | 19歳 |          |
| 織田ひまり | ひーちゃん | 2021年度 | 2006年06月08日 | 19歳 |          |
| 細谷美月   | みづき     | 2021年度 | 2006年09月10日 | 18歳 |          |

### 過去の出演者

#### MC・ナレーション
- 品川庄司（品川祐、庄司智春）、大島麻衣（元AKB48） - パイロット版から2011年度前期までのMC（初代）
- 渡辺徹、岡田圭右（ますだおかだ）、小島瑠璃子（ルーリィ） - 2011年度後期から2014年度までのMC（2代目）
- ユージ、春香クリスティーン、 白本彩奈 - 2015年度から2017年度までのMC（3代目）
- 牛田茉友（NHKアナウンサー、2016年度のナレーション ほか）
- 高橋さとみ（NHKアナウンサー、2012〜2015年度のナレーション ほか）
- 橋本奈穂子（NHKアナウンサー、2011年度のナレーション ほか）
- 神田愛花（元NHKアナウンサー、2010年度のナレーション ほか）
- 江崎史恵（NHKアナウンサー、2009年度のナレーション ほか）
- 鎌倉千秋（NHKアナウンサー、パイロット版のナレーション）
- 永井伸一（NHKアナウンサー） - 2013年春まで、増刊号に出演。
- 三好正人（NHKアナウンサー） - 増刊号に出演。前任者の永井が名古屋放送局に異動したことにより2013年夏から登場。
- 青井実（NHKアナウンサー） - 増刊号に出演。
- 渡辺徹 - 2020年12月8日から2021年4月6日までの新作通常回のナレーション。

#### AKB48
番組開始当初から2010年3月まで、疑問を解決するVTRのリポーターには、女性アイドルグループ「AKB48」のメンバーを起用。
出演したメンバーは以下の通りで、合計47人（登場順）。
なお、出演当時は現役だった「AKB48」の元メンバーも含む（ただし、番組MCの大島麻衣を除く）。
| - 戸島花 - 駒谷仁美 - 成田梨紗 - 浦野一美 - 多田愛佳 - 仲川遥香 - 渡辺麻友 - 北原里英 - 前田敦子 - 倉持明日香 - 片山陽加 - 仲谷明香 - 田名部生来 - 小原春香 - 指原莉乃 - 米沢瑠美 | - 成瀬理沙 - 高城亜樹 - 藤江れいな - 宮崎美穂 - 佐藤亜美菜 - 小林香菜 - 松原夏海 - 中塚智実 - 仁藤萌乃 - 板野友美 - 小嶋陽菜 - 河西智美 - 佐藤夏希 - 小野恵令奈 - 宮澤佐江 - 大堀恵 | - 近野莉菜 - 野呂佳代 - 秋元才加 - 峯岸みなみ - 佐藤由加理 - 中田ちさと - 大家志津香 - 前田亜美 - 平嶋夏海 - 奥真奈美 - 高橋みなみ - 佐藤すみれ - 松井咲子 - 増田有華 - 小森美果 |

#### 過去のすイエんサーガールズ
正式にすイエんサーガールズ卒業の発表はない。しかし、番組ホームページからプロフィールが削除されたり、芸能界引退などを理由に事実上番組を降板している者を挙げる。
| 名前         | 愛称       | 出演年度            | 脚注      |
| ------------ | ---------- | ------------------- | --------- |
| 反田有沙     | たんたん   | 2010年度            | [ 注 5 ]  |
| 大山桃子     | モモ       | 2010年度            | [ 注 6 ]  |
| 清野菜名     | ナナ       | 2010年度 - 2011年度 | [ 10 ]    |
| 星野悠月     | ホッシー   | 2010年度 - 2011年度 | [ 注 7 ]  |
| 前島亜美     | あみた     | 2011年度            | [ 注 7 ]  |
| 小川千菜美   | ちな       | 2010年度 - 2012年度 | [ 注 7 ]  |
| 伊藤梨沙子   | りさこ     | 2010年度 - 2012年度 | [ 注 7 ]  |
| 重本ことり   | ことり     | 2010年度 - 2012年度 | [ 注 7 ]  |
| 佐藤葵       | あーちゃん | 2011年度 - 2012年度 | [ 注 7 ]  |
| 宮本優花     | ゆーか     | 2011年度 - 2012年度 | [ 注 7 ]  |
| 日向ななみ   | ひな       | 2011年度 - 2012年度 | [ 注 7 ]  |
| 黒田瑞貴     | みみ       | 2010年度 - 2013年度 | [ 注 7 ]  |
| 藤井千帆     | ちー       | 2010年度 - 2013年度 | [ 注 7 ]  |
| 君村マキ     | マッキー   | 2010年度 - 2013年度 | [ 注 7 ]  |
| 岡美咲       | ミサッキー | 2011年度 - 2013年度 | [ 注 7 ]  |
| 未来穂香     | ほののん   | 2012年度 - 2013年度 | [ 注 7 ]  |
| 高田里穂     | りぃ       | 2010年度 - 2014年度 | [ 注 7 ]  |
| 岩田宙       | そら       | 2010年度 - 2014年度 | [ 11 ]    |
| 関紫優       | しゆう     | 2011年度 - 2014年度 | [ 12 ]    |
| 山口乃々華   | のの       | 2011年度 - 2014年度 | [ 注 8 ]  |
| 関根莉子     | りったん   | 2012年度 - 2014年度 | [ 注 8 ]  |
| 中山咲月     | さっきー   | 2012年度 - 2014年度 | [ 注 8 ]  |
| 五十嵐ありさ | アリサ     | 2013年度 - 2014年度 | [ 注 8 ]  |
| 田尻あやめ   | あやめ     | 2013年度 - 2014年度 | [ 注 8 ]  |
| 長崎すみれ   | すーちゃん | 2014年度            | [ 注 8 ]  |
| 井之上史織   | しお       | 2011年度 - 2015年度 |           |
| 荒川ちか     | ちか       | 2012年度 - 2015年度 |           |
| 福原遥       | はるん     | 2013年度 - 2015年度 |           |
| 三上亜希子   | あっこ     | 2015年度            |           |
| 前田希美     | まえのん   | 2010年度 - 2016年度 |           |
| 谷内里早     | リサ       | 2010年度 - 2016年度 |           |
| 荻野可鈴     | かりん     | 2010年度 - 2016年度 |           |
| 山田朱莉     | あかりん   | 2010年度 - 2016年度 |           |
| 山根千佳     | ちかやん   | 2015年度 - 2016年度 |           |
| 宮原華音     | かのん     | 2015年度 - 2016年度 |           |
| 岡田帆乃佳   | ほのか     | 2015年度 - 2016年度 |           |
| 江野沢愛美   | まな       | 2010年度 - 2017年度 |           |
| 志田友美     | ゆうみん   | 2010年度 - 2017年度 |           |
| 小林れい     | れい       | 2011年度 - 2017年度 | [ 注 9 ]  |
| 齋藤茉日     | まひる     | 2016年度 - 2017年度 |           |
| 恩田乃愛     | のんのん   | 2016年度 - 2017年度 |           |
| 西川茉佑     | まゆたん   | 2016年度 - 2017年度 |           |
| 横田真悠     | まゆう     | 2016年度 - 2018年度 |           |
| 松山莉奈     | りな       | 2016年度 - 2018年度 |           |
| 溝部ひかる   | ひかる     | 2017年度 - 2018年度 |           |
| 西尾美恋     | みこりん   | 2017年度 - 2018年度 |           |
| 山本花織     | かおり     | 2018年度            |           |
| 平塚麗奈     | れいな     | 2017年度 - 2019年度 |           |
| 中崎花音     | かのん     | 2018年度 - 2019年度 |           |
| 藤本絢己     | あやみ     | 2018年度 - 2019年度 |           |
| 亘理舞       | まい       | 2018年度 - 2019年度 |           |
| 牧野仁菜     | ニナ       | 2019年度            | [ 注 10 ] |
| 池田レイラ   | レイラ     | 2019年度            |           |
| 田島櫻子     | さくらこ   | 2018年度 - 2021年度 |           |
| 石井薫子     | かおるこ   | 2019年度 - 2021年度 |           |

#### すイエんサーボーイズ
すイエんサーガールズの男性版。2016年12月13日放送「早い！安い！超かわいい！極上マカロンをおうちで」回より登場。基本的にはすイエんサーガールズと同じく3人一組で進行する。メンバーはスターダスト、ホリプロなどより選出された10代のタレントである。なお、「すイエんサーボーイズ」出演回のスタジオゲストは「すイエんサーガールズ」である。出演回は2016年度の2回のみで各メンバー1回ずつの出演となっている。
| 名前     | 愛称     | 出演年度 |
| -------- | -------- | -------- |
| 歩輝     | 歩輝     | 2016年度 |
| 弓木大和 | 大和     | 2016年度 |
| 佐藤光将 | みつくん | 2016年度 |
| 山本賢太 | けんた   | 2016年度 |
| 西野隼人 | ニッシー | 2016年度 |
| 本村海   | かいり   | 2016年度 |

## 総集編・再放送
すイエんサー 増刊号
『すイエんサー』の総集編版。MCは通常ナレーションを担当する伊吹吾郎らが務める。本編のVTRは過去に放送されたものだが、オープニングのタイトルコールは、伊吹らが『すイエんサー!』最後は『増・刊・号!』を言う。VTRの間に「伊吹吾郎のオレがすイエんサーだ!?」として、VTRに出てきた実験を伊吹が実際に体験するコーナーがあった。さらに男性アナウンサーも出演する。2009年度〜2016年度は、伊吹と女性アナウンサーの他にも出演者がいる。2017年度は、伊吹とTrySailが出演する。2018年度は伊吹らが出演せず、本編MCのいとうと横山が担当する。
すイエんサー リターンズ
『すイエんサー』の再放送版。キャッチフレーズは『懐かしの珠玉の名作を一挙放送！』（2009年度〜2017年度）→『過去の名作ぞろいの回をまるごと放送！』（2018年度〜現在）。番組制作をしていく上で編集作業の時間を確保しやすくするために定期的に休みがほしいという理由から作られた休暇中の穴埋め番組でもある。番組内では「すイエんサー」の名称のみを使用しており、他のコーナー、エンディングのお便り・募集、増刊号、出演者とスタッフのテロップ、エンディングテーマは割愛され、番組をよく知らない視聴者へ出演者や企画についての説明をしていた。案内役は2009年度〜2016年度は、伊吹とアナウンサーが担当した。2017年度は伊吹とTrySailのメンバー3人が担当した。2018年度以降は伊吹らが案内役をせず、案内役のいとうと横山が担当する。最初期には品川庄司・大島麻衣・AKB48が出演し、企画の感想や思い出などを語るVTRも放送された。また、リターンズのVTRのテロップの上には「すイエんサーリターンズ 20○○年 ○月○日放送回」と書いてある。しばらくしてこの形式での放送はなくなり、単純に過去の回がそのまま再放送されるようになった。
再放送に関する特記事項
「AKB48」の出演回は2010年4月以降、一度も再放送されていない。
卒業した「すイエんサーガールズ」の出演回は再放送される。
卒業した「MC」の出演回は、MC・ゲストの出演パートが放送されない「総集編」形式のみの放送となる。

## 放送日程
※増刊号・総集編は斜体、スペシャルは太字で本日のお題を表記。再放送の回は、前述のとおり「すイエんサー リターンズ」と称して放送していた時期もある。
2020年度
2021年度
2022年度

## 挿入曲
- 「スーダラ節（平成ミックス・ヴァージョン）」 歌 - 植木等 作詞 - 青島幸男 作曲 - 萩原哲晶

エンディングテーマ
- 2009年3月 - 不明「まほうつかい」 歌・作詞・作曲 - Yuppa アルバム:『BEWITCHED!』に収録
- 不明 - 2011年12月「ムスタファ」 歌 - チャラン・ポ・ランタン 作詞・作曲 - アラブ民謡
- 2012年1月 - 2013年3月「Sweet Answer」 歌 - すイエんサーガールズ 作詞 - 藤林聖子 作曲 - 多田慎也 公編 - 木之下慶行
- 2013年度「ピカッと!アハッと!体操」 歌 - すイエんサーガールズ 作詞 - 藤林聖子 作曲 - 小川コータ
- 2014年度「アンブレラシュークリーム」 歌 - すイエんサーガールズ 作詞 - 藤林聖子 作曲 - MEG.ME
- 2015年度「ハテナソウダメガネ」 歌 - すイエんサーガールズ 作詞 - 藤林聖子 作曲 - 小川コータ
- 2016年度「スーダラ節」 歌 - すイエんサーガールズ
- 2017年度「あわあわ」 歌 - SILENT SIREN 作詞 - あいにゃん 作曲 - クボナオキ
- 2018年度 - 番組終了「チクタクシンキング」歌 - 横山だいすけ 作詞 - 喜介 作曲 - 岡澤知輝 編曲 - 渡辺拓

その他（2013年度 - 2014年度）
- 「キラキラ☆GIANT KILLER」 歌 - すイエんサーガールズ 作詞 - 藤林聖子 作曲 - MEG.ME
- 「あくしゅとはくしゅ」 歌 - すイエんサーガールズ 作詞 - 藤林聖子 作曲 - 大沢圭一
- 「ONE STEP WONDER!」 歌 - すイエんサーガールズ 作詞 - 藤林聖子 作曲 - ハマサキユウジ

## スタッフ
- 制作統括：下田桂樹、村松秀、林幹雄、皆川信司
- プロデューサー：新美信二、遠藤幸夫、河島正三郎
- 演出：佐藤千春、富田晶子、菅武仁、杉山ゆかり
- ディレクター：小室崇、山下雅人
- 取材：丸本哲也、
- 技術：西村逸人、井上彰
- 撮影：志水敏明、長島良一、大山裕樹
- ロケ照明：中野
- 音声：福田広幸、岩井玲、佐々木誠司
- CG制作：林政則、梶浦孝博
- 編集：山口有加、松浦和良、田村修成
- 音響効果：五十嵐浩暢、川口真平
- お題イラスト：陽菜ひよ子（『すイエんサー』お題イラスト（2015年度））
- 制作協力：ホールマン、メディア・バスターズ、千代田ラフト
- 制作：NHKエデュケーショナル
- 制作・著作：NHK

## 関連商品

### 書籍
- NHKすイエんサー 思考を鍛えるドリル（2012年2月25日、講談社） - 過去の放送で、すイエんサーガールズが考える過程を元にした本。
- NHKすイエんサー （汐文社） - 初期の内容を収録。
- 女子高生アイドルは、なぜ東大生に知力で勝てたのか？(2016年、講談社）

### CD
- すイエんサーガールズ「Sweet Answer」[注 27]（2012年2月15日、日本コロムビア） - DVD付
- すイエんサーガールズ「ピカッと！アハッと！体操」（2013年5月22日、日本コロムビア） - DVD付[注 28]
- ファーストミニアルバム「すイエんサーガールズ」（2014年6月25日、日本コロムビア）[15]

### DVD
現在まで3タイトル延べ18枚が発売になっている。AKB48・すイエんサーガールズが出演する部分を中心に構成されたもので、各タイトルごとに「す」の巻、「イ」の巻、「エ」の巻、「ん」の巻、「サ」の巻、の単品5枚と、単品5枚に特典映像ディスク（「ー」の巻）をセットにした6枚組DVDボックスが発売されている。発売元はポニーキャニオン。
1. 『すイエんサー AKB48がガチでチャレンジしちゃいました！』（2011年11月16日発売）
  - 「す」の巻 『素朴なギモンをグルグル考えてみよう！』
  - 「イ」の巻 『必ず失敗するお料理キッチン！』
  - 「エ」の巻 『とにかく気になるコトを解決した〜い！』
  - 「ん」の巻 『あっという間に効果UPのスゴ技だっ！』
  - 「サ」の巻 『実現できたら超うれしいことにマジにチャレンジしちゃうぞ！』
  - 「ー」の巻 『春の大感謝祭！スペシャル』
2. 『超スゴ技をすイエんサーガールズが見つけちゃいました！』（2012年2月15日発売）
  - 「す」の巻 『超ビックリ！こんな料理のスゴ技があったとは!?』
  - 「イ」の巻 『「失敗の達人」が立ちふさがる！』
  - 「エ」の巻 『さあ！とにかくチャレンジしてこいや〜！』
  - 「ん」の巻 『なんだか気になるギモンを解き明かせ！』
  - 「サ」の巻 『これをマスターしたら友達にめっちゃ自慢できちゃうのだ！』
  - 「ー」の巻 『すんごいノウハウ一挙大放出!!スペシャル』
3. 『すイエんサーガールズ、怒濤の快進撃！』（2012年11月21日発売）
  - 「す」の巻 『すんごい！まさか、こ〜んなスゴ技があるなんて!!』
  - 「イ」の巻 『スイーツの超ワザに挑戦だっ！』
  - 「エ」の巻 『激突！ほんとに東京大学とガチンコ対決しちゃいました〜！』
  - 「ん」の巻 『お料理の超びっくりなスゴ技に感激！』
  - 「サ」の巻 『体にまつわるいろんなギモンを解決だぁ〜！』
  - 「ー」の巻 『すイエんサーガールズがイベントで大活躍しちゃってま〜す！』